# Giải đua ô tô Công thức 1 Áo 2016
Giải đua ô tô Công thức 1 Áo 2016 (tên chính thức là Formula 1 Großer Preis von Österreich 2016) diễn ra vào ngày 3 tháng 7 tại trường đua Red Bull Ring ở Spielberg và là chặng đua thứ chín của giải đua xe Công thức 1 2016.

## Bối cảnh
Sau giải đua ô tô Công thức 1 Châu Âu, Nico Rosberg dẫn đầu bảng xếp hạng các tay đua với 24 điểm trước Lewis Hamilton và 45 điểm trước Sebastian Vettel. Trong bảng xếp hạng các đội đua, Mercedes hơn Ferrari 81 điểm và Red Bull 118 điểm.

## Tường thuật

### Buổi tập
Trong buổi tập đầu tiên, Rosberg đạt thời gian 1:07,373 phút và vượt qua Hamilton và Vettel.
Trong buổi tập thứ hai, Rosberg cũng là tay đua nhanh nhất với thời gian 1:07,967 phút trước Hamilton và Nico Hülkenberg về thứ ba. 
Trong buổi tập thứ ba, Vettel là tay đua nhanh nhất với thời gian 1:07,098 phút trước Kimi Räikkönen và Hamilton. Buổi tập này bị gián đoạn sau một tai nạn của Rosberg do hệ thống treo lốp xe bị hỏng.

### Vòng phân hạng
Vòng loại bao gồm ba phần với thời lượng lần lượt trong tất cả ba phần là 18, 15 và 12 phút, với sáu tay đua bị loại sau mỗi phần trong hai phần đầu tiên. Sau khi va chạm trong buổi tập, chiếc xe của Rosberg cần được sửa chữa và anh không tham gia chín phút đầu tiên trong phần đầu tiên của vòng phân hạng phần đầu tiên (Q1). Tuy nhiên, an thiết lập thời gian nhanh nhất, hơn Hamilton bốn phần mười giây. Pascal Wehrlein có một màn trình diễn tốt cho Manor sau khi lập thời gian nhanh thứ mười, chỉ kém thời gian của Rosberg hơn một giây. Vào những phút cuối cùng, Daniil Kvyat đâm xe của mình vào vòng cua số 7 và do vậy, vòng phân hạng bị ngắt quãng và sau đó bắt đầu lại khi còn 1:44 phút. Nico Hülkenberg là tay đua duy nhất cải thiện thời gian của mình trong khi những tay đua khác bị Carlos Sainz Jr. ngăn cản do bị mắc kẹt với chiếc xe của mình ngoài đường đua. Cuối cùng, hai tay đua của Sauber về đích cuối cùng, sau Kvyat và Rio Haryanto và hai tay đua của Renault.
Lewis Hamilton lập thời gian nhanh nhất trong Q2 là 1:06.228 và đó thời gian nhanh nhất được lập trong bất kỳ vòng phân hạng tại Red Bull Ring. Tuy nhiên, cả Ferrari và Red Bull đều lập thời gian nhanh nhất trong Q2 trên lốp siêu mềm không giống như Mercedes. Nhận ra điều này, Mercedes phản ứng lại động thái này và đổi lốp siêu mềm nhưng không thể cải thiện thời gian do trời bắt đầu mưa. Jenson Button lọt vào vòng phân hạng phần ba (Q3) trong khi đồng đội của anh, Fernando Alonso thì không do cán đích thứ 14. Ở vị trí thứ 12, Wehrlein lập kết quả trong vòng phân hạng cao nhất từ trước đến nay của Manor. Sau những vấn đề của họ trong Q1, Pérez và Sainz không thể lập thời gian và do đó bị loại.
Do trời đổ mưa, các tay đua sử dụng lốp intermediate trong vòng phân hạng phần ba (Q3). Trên bộ lốp này, Hamilton thiết lập thời gian nhanh nhất trước Button và Ricciardo. Tuy nhiên, đường đua khô nhanh chóng và ngay sau đó những chiếc xe quay trở lại đường pit để chuyển sang lốp khô. Hülkenberg hai lần lập thời gian nhanh nhất nhưng bị Hamilton đánh bại sau khi giành vị trí pole. Rosberg cũng lập thời gian nhanh hơn, nhưng để mất vị trí thứ hai vào tay Hülkenberg vì bị phạt. Vettel cán đích thứ 4 nhưng cũng bị tụt xuống và nhường vị trí thứ ba cho Button, người lập thời gian nhanh thứ năm. Kimi Räikkönen, Daniel Ricciardo, Valtteri Bottas, Max Verstappen và Felipe Massa hoàn thiện các vị trí top 10. Đây là vị trí xuất phát tốt thứ hai của Hülkenberg trong sự nghiệp Công thức 1 của anh sau kết quả tốt nhất là vị trí pole tại giải đua ô tô Công thức 1 Brasil 2010.

## Kết quả

### Vòng phân hạng
| Vị trí                   | Số xe | Tay đua           | Đội đua                   | Thời gian | Thời gian            | Thời gian | Vị trí xuất phát |
| Vị trí                   | Số xe | Tay đua           | Đội đua                   | Q1        | Q2                   | Q3        | Vị trí xuất phát |
| ------------------------ | ----- | ----------------- | ------------------------- | --------- | -------------------- | --------- | ---------------- |
| 1                        | 44    | Lewis Hamilton    | Mercedes                  | 1:06.947  | 1:06.228             | 1:07.922  | 1                |
| 2                        | 6     | Nico Rosberg      | Mercedes                  | 1:06.516  | 1:06.403             | 1:08.465  | 61               |
| 3                        | 27    | Nico Hülkenberg   | Force India-Mercedes      | 1:07.385  | 1:07.257             | 1:09.285  | 2                |
| 4                        | 5     | Sebastian Vettel  | Ferrari                   | 1:06.761  | 1:06.602             | 1:09.781  | 91               |
| 5                        | 22    | Jenson Button     | McLaren-Honda             | 1:07.653  | 1:07.572             | 1:09.900  | 3                |
| 6                        | 7     | Kimi Räikkönen    | Ferrari                   | 1:07.240  | 1:06.940             | 1:09.901  | 4                |
| 7                        | 3     | Daniel Ricciardo  | Red Bull Racing-TAG Heuer | 1:07.500  | 1:06.840             | 1:09.980  | 5                |
| 8                        | 77    | Valtteri Bottas   | Williams-Mercedes         | 1:07.148  | 1:06.911             | 1:10.440  | 7                |
| 9                        | 33    | Max Verstappen    | Red Bull Racing-TAG Heuer | 1:07.131  | 1:06.866             | 1:11.153  | 8                |
| 10                       | 19    | Felipe Massa      | Williams-Mercedes         | 1:07.419  | 1:07.145             | 1:11.977  | Làn pit2         |
| 11                       | 21    | Esteban Gutiérrez | Haas-Ferrari              | 1:07.660  | 1:07.578             |           | 11               |
| 12                       | 94    | Pascal Wehrlein   | MRT-Mercedes              | 1:07.565  | 1:07.700             |           | 12               |
| 13                       | 8     | Romain Grosjean   | Haas-Ferrari              | 1:07.662  | 1:07.850             |           | 13               |
| 14                       | 14    | Fernando Alonso   | McLaren-Honda             | 1:07.671  | 1:08.154             |           | 14               |
| 15                       | 55    | Carlos Sainz Jr.  | Toro Rosso-Ferrari        | 1:07.618  | Không lập thời gian4 |           | 15               |
| 16                       | 11    | Sergio Pérez      | Force India-Mercedes      | 1:07.657  | Không lập thời gian4 |           | 16               |
| 17                       | 20    | Kevin Magnussen   | Renault                   | 1:07.941  |                      |           | 17               |
| 18                       | 30    | Jolyon Palmer     | Renault                   | 1:07.965  |                      |           | 195              |
| 19                       | 88    | Rio Haryanto      | MRT-Mercedes              | 1:08.026  |                      |           | 205              |
| 20                       | 26    | Daniil Kvyat      | Toro Rosso-Ferrari        | 1:08.409  |                      |           | Làn pit3         |
| 21                       | 9     | Marcus Ericsson   | Sauber-Ferrari            | 1:08.418  |                      |           | 18               |
| 22                       | 12    | Felipe Nasr       | Sauber-Ferrari            | 1:08.446  |                      |           | 215              |
| Thời gian 107%: 1:11.172 |       |                   |                           |           |                      |           |                  |
| Nguồn tham khảo:         |       |                   |                           |           |                      |           |                  |

Chú thích:
- ^1  – Nico Rosberg và Sebastian Vettel bị tụt năm bậc vì thay đổi động cơ không cho phép.[11][12]
- ^2  – Sau khi thay mũi xe, Felipe Massa xuất phát từ làn pit.[13]
- ^3  – Daniil Kvyat bắt buộc phải xuất phát từ làn pit sau khi sau khi nhận được một ô sinh tồn mới (đi kèm với xe đua mới).[12]
- ^4  – Carlos Sainz Jr. và Sergio Pérez không lập được thời gian trong vòng phân hạng phần thứ hai (Q2). Vì Sainz lập thời gian trong khi Pérez không có nên Sainz được xuất phát trước Pérez.[11][12]
- ^5  – Jolyon Palmer, Rio Haryanto và Felipe Nasr bị tụt ba bậc vì không chậm lại trong lúc cờ vàng trong vòng phân hạng phần đầu tiên (Q1).[11][12]

### Cuộc đua chính
| Vị trí           | Số xe | Tay đua           | Đội đua                   | Số vòng | Thời gian/ Bỏ cuộc | Vị trí xuất phát | Số điểm |
| ---------------- | ----- | ----------------- | ------------------------- | ------- | ------------------ | ---------------- | ------- |
| 1                | 44    | Lewis Hamilton    | Mercedes                  | 71      | 1:27:38.107        | 1                | 25      |
| 2                | 33    | Max Verstappen    | Red Bull Racing-TAG Heuer | 71      | +5.719             | 8                | 18      |
| 3                | 7     | Kimi Räikkönen    | Ferrari                   | 71      | +6.024             | 4                | 15      |
| 4                | 6     | Nico Rosberg      | Mercedes                  | 71      | +26.7101           | 6                | 12      |
| 5                | 3     | Daniel Ricciardo  | Red Bull Racing-TAG Heuer | 71      | +30.981            | 5                | 10      |
| 6                | 22    | Jenson Button     | McLaren-Honda             | 71      | +37.706            | 3                | 8       |
| 7                | 8     | Romain Grosjean   | Haas-Ferrari              | 71      | +44.6682           | 13               | 6       |
| 8                | 55    | Carlos Sainz Jr.  | Toro Rosso-Ferrari        | 71      | +47.400            | 15               | 4       |
| 9                | 77    | Valtteri Bottas   | Williams-Mercedes         | 70      | +1 vòng            | 7                | 2       |
| 10               | 94    | Pascal Wehrlein   | MRT-Mercedes              | 70      | +1 vòng            | 12               | 1       |
| 11               | 21    | Esteban Gutiérrez | Haas-Ferrari              | 70      | +1 vòng            | 11               |         |
| 12               | 30    | Jolyon Palmer     | Renault                   | 70      | +1 vòng            | 19               |         |
| 13               | 12    | Felipe Nasr       | Sauber-Ferrari            | 70      | +1 vòng            | 21               |         |
| 14               | 20    | Kevin Magnussen   | Renault                   | 70      | +1 vòng            | 17               |         |
| 15               | 9     | Marcus Ericsson   | Sauber-Ferrari            | 70      | +1 vòng            | 18               |         |
| 16               | 88    | Rio Haryanto      | MRT-Mercedes              | 70      | +1 vòng            | 20               |         |
| 173              | 11    | Sergio Pérez      | Force India-Mercedes      | 69      | Tai nạn            | 16               |         |
| 183              | 14    | Fernando Alonso   | McLaren-Honda             | 64      | Pin                | 14               |         |
| 193              | 27    | Nico Hülkenberg   | Force India-Mercedes      | 64      | Phanh              | 2                |         |
| 203              | 19    | Felipe Massa      | Williams-Mercedes         | 63      | Phanh              | Làn pit          |         |
| Bỏ cuộc          | 5     | Sebastian Vettel  | Ferrari                   | 26      | Tai nạn            | 9                |         |
| Bỏ cuộc          | 26    | Daniil Kvyat      | Toro Rosso-Ferrari        | 2       | Ống kẹp            | Làn pit          |         |
| Nguồn tham khảo: |       |                   |                           |         |                    |                  |         |

Chú thích:
- ^1  – Nico Rosberg bị cộng thêm mười giây vào thời gian đua của anh vì gây cuộc va chạm với Lewis Hamilton.[15]
- ^2  – Romain Grosjean bị cộng thêm năm giây vào thời gian đua của anh vì vượt tốc độ cho phép trong làn pit.[14]
- ^3  – Sergio Pérez, Fernando Alonso, Nico Hülkenberg và Felipe Massa được xếp hạng vì hoàn thành 90% của cuộc đua.[14]

## Bảng xếp hạng sau cuộc đua

### Bảng xếp hạng các tay đua
| Vị trí | Tay đua          | Đội đua                                      | Số điểm |
| ------ | ---------------- | -------------------------------------------- | ------- |
| 01     | Nico Rosberg     | Mercedes                                     | 153     |
| 02     | Lewis Hamilton   | Mercedes                                     | 142     |
| 03     | Daniel Ricciardo | Red Bull Racing-TAG Heuer                    | 96      |
| 04     | Sebastian Vettel | Ferrari                                      | 96      |
| 05     | Kimi Räikkönen   | Ferrari                                      | 88      |
| 06     | Max Verstappen   | Red Bull Racing-TAG Heuer Toro Rosso-Ferrari | 72      |
| 07     | Valtteri Bottas  | Williams-Mercedes                            | 54      |
| 08     | Sergio Pérez     | Force India-Mercedes                         | 39      |
| 09     | Felipe Massa     | Williams-Mercedes                            | 38      |
| 10     | Romain Grosjean  | Haas-Ferrari                                 | 28      |

- Lưu ý: Chỉ có mười vị trí đứng đầu được liệt kê trong bảng xếp hạng này.

### Bảng xếp hạng các đội đua
| Vị trí | Đội đua              | Số điểm |
| ------ | -------------------- | ------- |
| 1      | Mercedes             | 295     |
| 2      | Red Bull Racing      | 192     |
| 3      | Ferrari              | 168     |
| 4      | Williams-Mercedes    | 92      |
| 5      | Force India-Mercedes | 59      |
| 6      | Toro Rosso-Ferrari   | 36      |
| 7      | McLaren-Honda        | 32      |
| 8      | Haas-Ferrari         | 28      |
| 9      | Renault              | 6       |
| 10     | Manor-Mercedes       | 1       |
| 11     | Sauber-Ferrari       | 0       |